# Darrell K. Royal-Texas Memorial Stadium
Darrell K. Royal-Texas Memorial Stadium es un estadio de fútbol americano ubicado en Austin, Texas (Estados Unidos). Es sede de los Texas Longhorns de la Universidad de Texas desde 1924. Actualmente tiene un aforo de 100.119 personas, lo que lo convierte en el segundo estadio más grande del estado de Texas y en el octavo más grande del país.
El DKR-Texas Memorial Stadium tiene un récord de asistencia 101.624 espectadores, establecido el 3 de septiembre de 2011. Desde el comienzo de la temporada 2009, Texas no ha tenido un partido en casa con menos de 100.000 asistentes.
El estadio ha sido ampliado varias veces desde su apertura. El proyecto más reciente de la Universidad ha sido un proyecto de renovación de las instalaciones de la tribuna sur, terminado en agosto de 2009, y en el que se han invertido 27 millones de dólares. Para la temporada 2009 se agregaron 4525 asientos permanentes, lo que convirtió al estadio en el primer estadio de fútbol americano con capacidad de más de 100.000 personas en Texas.

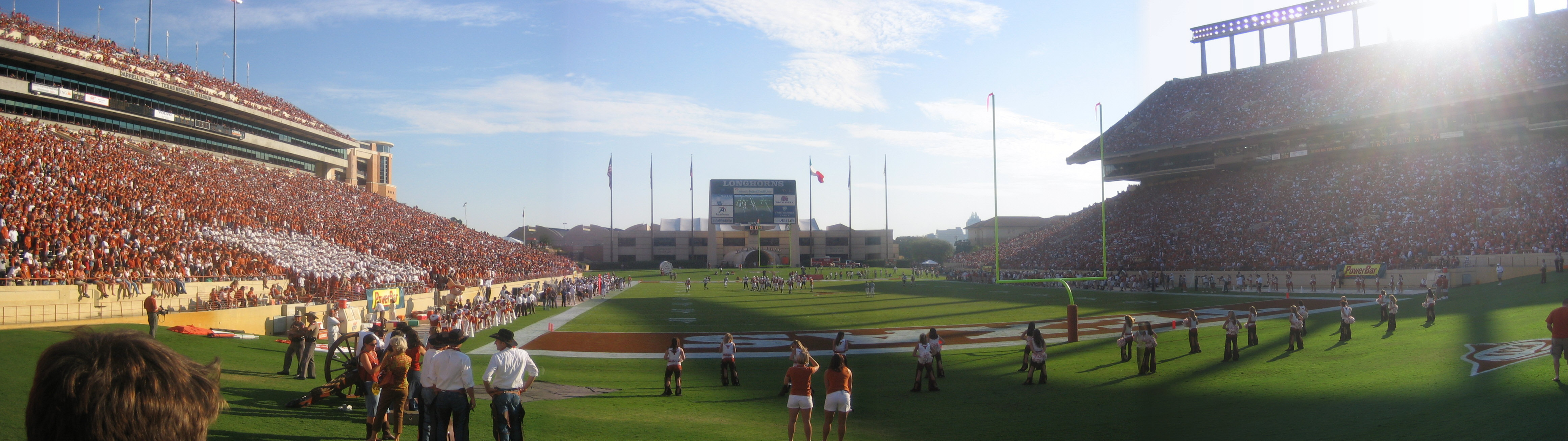
Panorámica del estadio.